# ساندرا فولكر
ساندرا فولكر (بالألمانية: Sandra Völker) سباحة ألمانية ولدت في 1 أبريل 1974 بلوبيك.
فازت ببطولة العالم مرتين. حصلت على فضية وبرونزيتين في أولمبياد أتلانتا 1996. حققت الرقم القياسي لسباق 50 م صدرا وحصلت على ذهبيتي 50 م حرة في بطولة العالم 1997 والتتابع 4 مرات 100 م في بطولة العالم 2001. شاركت في أربعة دورات أولمبية وكانت ستشارك في دورة بكين 2008 لكنها اعلنت اعتزالها بعدما وجدت استحالة تنفيذ برنامج إعادة التأهيل لأولمبياد بكين بعد أن أكدت في ايار/مايو انها ستستأنف مسيرتها بعد أن تضع طفلتها في تشرين الأول/أكتوبر.حلو

## وصلة خارجية
- ساندرا فولكر على موقع الاتحاد الدولي للسباحة (الإنجليزية)
- ساندرا فولكر على موقع أوليمبيديا (الإنجليزية)

- الموقع الرسمي